# Raimondo Ricci
Raimondo Ricci (Roma, 13 aprile 1921 – Genova, 26 novembre 2013) è stato un avvocato, politico e partigiano italiano, terzo Presidente Nazionale dell'Associazione Nazionale Partigiani d'Italia, carica ricoperta dal 2009 al 2011.

## Biografia
Dopo l'armistizio del 1943 scelse di fare il partigiano, e per questo dopo pochi mesi fu arrestato dalla GNR. Incarcerato e poi consegnato alla Gestapo, venne deportato nel lager di Mauthausen da dove venne poi liberato il 5 maggio del 1945.
Rientrato in Italia, fu consigliere comunale e Presidente dell'ANPI Provinciale di Genova dal 1969. Eletto al Parlamento nel 1976 per il PCI, venne rieletto nella legislatura successiva.
Nel giugno del 2002 fu chiamato a testimoniare ad Amburgo nel processo contro Friedrich Engel, responsabile delle stragi naziste in Liguria quando era comandante della polizia tedesca a Genova.
È stato Presidente Nazionale dell'ANPI fino al 16 aprile 2011, giorno in cui gli è succeduto Carlo Smuraglia. È stato fino alla morte presidente dell'Istituto Ligure per la Storia della Resistenza e dell'Età Contemporanea.